# Carl Eduard Hammerschmidt
Carl Eduard Hammerschmidt (Carl Hammerschmidt, później Abdullah Bej, ur. 12 czerwca 1800 w Wiedniu, zm. 30 sierpnia 1874 w Anatolii) – austriacko-turecki mineralog, entomolog i lekarz.

## Życiorys
Hammerschmidt początkowo studiował prawo, a później medycynę. Jednocześnie był redaktorem „Landwirtschaftliche Zeitung” i entomologiem. Po rewolucji 1848 roku był zmuszony uciekać z Austrii; dołączył do armii węgierskiej i służył u Józefa Bema. Ranny dostał się do Turcji. Tam został nauczycielem w szkole w Konstantynopolu, a później lekarzem wojskowym w Damaszku. Służył jako lekarz wojskowy podczas wojny krymskiej. Podczas wystawy światowej w Wiedniu był komisarzem reprezentującym Turcję. Po 1873 roku nauczał mineralogii i zoologii w szkole medycznej w Konstantynopolu, założył muzeum historii naturalnej. Był jednym z założycieli Czerwonego Półksiężyca w Turcji. Zmarł podczas ekspedycji geologicznej mającej przygotować linię kolejową w Anatolii. Był członkiem Królewskiego Towarzystwa Entomologicznego w Londynie (Royal Entomological Society of London). Członek korespondent Galicyjskiego Towarzystwa Gospodarskiego (1846-1874).

## Wybrane prace
- Beschreibung eines neuen mexicanischen Schmetterlinges (Cossus) Redtenbacheri Hmrschdt., dessen Entwickelung in Wien beobachtet wurde. Wien, 1847.
- Helminthologische Beiträge, Beschreibung einiger neuer in Insekten entdeckten Oxyuris-Arten. Wien, 1847.
- Beschreibung einiger Oxyuris-Arten. Naturwissenschaftliche Abhandlungen, 1, 1847